# Comté de Tara
Le comté de Tara est une zone d'administration locale  au sud-est du Queensland en Australie. Le siège du conseil est à Tara (en).
Le comté comprend les villes de :
- Flinton ;
- Glenmorgan ;
- Meandarra ;
- Moonie ;
- The Gums ;
- Westmar.

Il abrite le parc national de Southwood riche en Acacia harpophylla.